# Зелёная Роща (Бугульминский район)
Зеленая Роща — деревня в Бугульминском районе Татарстана, входит в полицентрическую Альметьевскую (Альметьевско-Бугульминско-Лениногорскую) агломерацию.

## География
Расположена в 12 км от Бугульмы.
В деревне имеются основная общеобразовательная школа, детский сад, библиотека, фельдшерско-акушерский пункт, три магазина и дом культуры.

## История
Деревня Зелёная Роща была образована в 1920 году на землях мужского монастыря Александра Невского.
Во время коллективизации всех бывших забугоровцев и примкнувших к ним новоселов объединили в колхоз «Рекорд» в рекордно короткие сроки. Шел 1928 год. Первым председателем стал Дмитрий Васильевич Ишков. «Рекорд» просуществовал до 1952 года. Затем его объединили с колхозом «Память Крупской», что располагался в соседней деревушке под названием Черепица. Объединённый колхоз «Память Крупской» просуществовал до 1957 года, когда после очередного укрупнения он был присоединён к организованному в Зелёной Роще в 1929 году совхозу семеноводческого направления. До войны он носил имя тогдашнего секретаря обкома партии Разумово. Позднее совхоз был переименован в «Семеновод», ставший совхозом-гигантом. Он объединил 17 деревень, имел 14,5 тысяч гектаров пашни, десятки ферм скота. Огромное в 1972 году было разделено на три совхоза — «Прогресс», «Акбашский» и ОПХ «Семеновод».

## Население
| 1926  | 1938 | 1949 | 1958 | 1970 | 1979 | 1989  |
| ----- | ---- | ---- | ---- | ---- | ---- | ----- |
| 153   | ↗168 | ↘144 | ↘116 | ↗912 | ↘903 | ↗1028 |
| 2010  |      |      |      |      |      |       |
| ↘1006 |      |      |      |      |      |       |

## Достопримечательности
На территории Зеленорощинского сельского поселения расположены особо охраняемые природные территории: памятник природы (далее ПП) регионального значения «Петровские сосны» (учрежденный постановлением СМ ТАССР от 24 апреля 1989. № 167 и постановлением КМ РТ от 29 декабря 2005 № 644).
ПП «Петровские сосны» представляет собой массив леса площадью на крутом склоне южной экспозиции. Разреженный древостой образован отдельно стоящими живописными соснами в возрасте более 100 лет. Под их пологом в условиях ограниченной освещенности произрастает более 50 степных и луговых видов растений, среди которых миндаль низкий, спирея зверобоелистная, полынь армянская, василек русский, истод сибирский, лук шаровидный и др. занесены в Красную книгу РТ. Фауна не изучалась. Наряду с естественными природными экосистемами в территорию охраняемого памятника входит и старинный парк с постройками XIX века, используемые в настоящее время как база отдыха. К парку примыкает живописный пруд с множеством родников по берегам. Памятник природы имеет эстетическое и научное значение.